# 玛拉·富林
玛拉·富林（義大利語：Mara Fullin，1965年1月13日—），意大利前女子篮球运动员。她曾代表意大利参加1992年和1996年夏季奥林匹克运动会篮球比赛，两届比赛均获得第八名。